# هلنا تاکالو

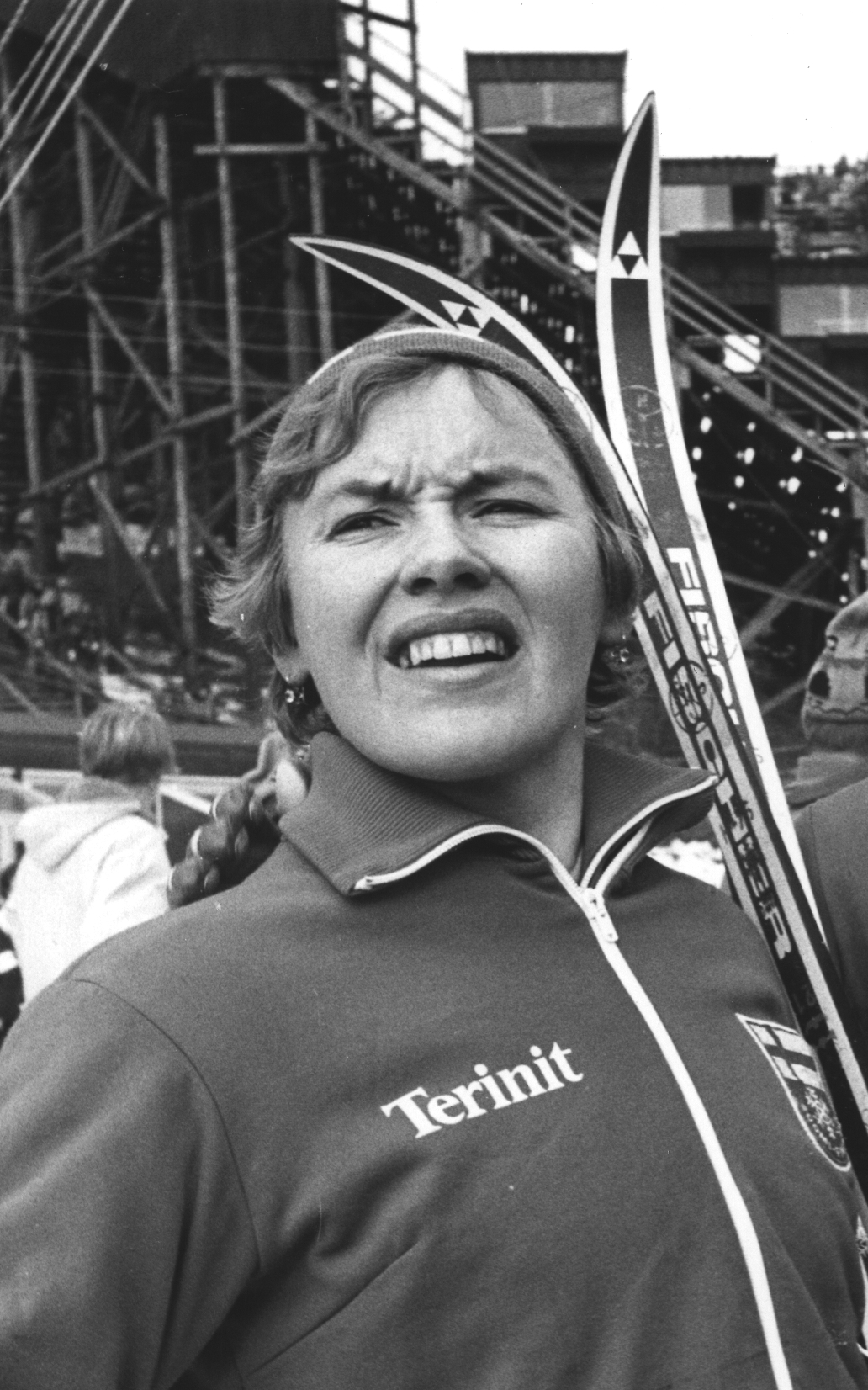
هلنا تاکالو در سال ۱۹۷۶

هلنا تاکالو (انگلیسی: Helena Takalo؛ زادهٔ ۲۸ اکتبر ۱۹۴۷) اسکی‌باز صحرانوردی زن اهل فنلاند بود.